# Bill Moggridge
William Grant "Bill" Moggridge RDI (25 de junio de 1943 - 8 de septiembre de 2012) fue un diseñador de origen británico, autor, educador y cofundador de la empresa de diseño IDEO y fue director del Museo Nacional de Diseño Cooper-Hewitt. Fue un pionero en la adopción de un enfoque centrado en el diseño, y defendió el diseño de interacción como una disciplina de diseño convencional (se le da crédito por acuñar el término). Entre sus logros, diseñó el primer ordenador portátil, el Grid Compass, fue homenajeado por su trayectoria con el Premio Nacional de Diseño, y otorgado el Premio Príncipe Philip Designers.